# Sepvigny
Sepvigny település Franciaországban, Meuse megyében. Lakosainak száma 74 fő (2022. január 1.). Sepvigny Gibeaumeix, Uruffe, Burey-en-Vaux, Chalaines, Champougny, Maxey-sur-Vaise és Neuville-lès-Vaucouleurs községekkel határos.

## Népesség
A település népessége az elmúlt években az alábbi módon változott:
| Lakosok száma | 105  | 73   | 85   | 81   | 76   | 76   | 74   | 72   | 70   | 74   |
|               | 1968 | 1982 | 1990 | 2006 | 2013 | 2015 | 2017 | 2019 | 2020 | 2022 |